# Aslan Maschadov
Aslan Alievič Maschadov (in ceceno: Аслан Али кант Масхадан, Aslan Ali kant Masxadan; in russo Аслан Алиевич Масхадов?; Šokaj, 21 settembre 1951 – Tolstoj-Jurt, 8 marzo 2005) è stato un generale e politico russo, di etnia cecena.
È stato dapprima un colonnello dell'Esercito Sovietico e in seguito un leader politico, terzo Presidente della Repubblica cecena di Ichkeria, uno Stato secessionista del Caucaso settentrionale.
Da molti viene a lui attribuito il merito della vittoria cecena nella prima guerra cecena, che permise l'indipendenza de facto della Repubblica cecena di Ichkeria. Maschadov fu eletto Presidente della repubblica secessionista nel gennaio del 1997. Allo scoppio della seconda guerra cecena nell'agosto del 1999, tornò a guidare la guerriglia e la resistenza contro l'esercito russo. Fu ucciso a Tolstoj-Jurt, un villaggio nella Cecenia settentrionale nel marzo del 2005.

## Biografia

### Giovinezza
Aslan Alievič Maschadov nacque il 21 settembre 1951 a Shakai, presso Karaganda, nella Repubblica Socialista Sovietica Kazaka (odierno Kazakistan), durante la deportazione di massa del popolo ceceno ordinata nel 1944 da Stalin. Nel 1957 la sua famiglia (che discendeva dal taip Alleroi) rientrò in Cecenia, stabilendosi nel villaggio di Zebir-Yurt, nel distretto di Nadterechny.
Maschadov entrò nell'Armata Rossa, e venne addestrato nella vicina Repubblica Socialista Sovietica Georgiana (odierna Georgia), laureandosi alla Scuola di Artiglieria di Tbilisi nel 1972. Si laureò poi con onore alla Scuola Superiore Kalinin di Artiglieria di Leningrado. Fu inviato in Ungheria con un reggimento di artiglieria mobile, dove rimase fino al 1986, nel Distretto Militare del Baltico. Dal 1990 prestò servizio come Capo di Stato Maggiore delle Forze missilistiche e di artiglieria Sovietiche a Vilnius, capitale della Repubblica Socialista Sovietica Lituana (odierna Lituania).
Nel gennaio del 1991, Maschadov prese parte agli "Eventi di gennaio", la presa della torre della televisione da parte delle truppe sovietiche (episodio di cui in seguito si rammaricò), pur senza partecipare all'assalto vero e proprio. Durante il suo servizio nell'Armata Rossa, fu proposto due volte per l'Ordine al merito della Patria. Maschadov si dimise dall'esercito sovietico nel 1992 con il grado di colonnello e fece ritorno in Cecenia. Fu a capo della difesa civile cecena tra la fine del 1992 e il novembre del 1993.
Dopo il collasso dell'Unione Sovietica, nell'estate del 1993, Maschadov partecipò agli scontri con l'opposizione armata al governo di Džochar Dudaev nei distretti di Urus-Martan, Nadterechny e di Gudermes. Il fallimento dell'ammutinamento a Dudaev del novembre di quello stesso anno portò alla destituzione di Vischan Šachabov come Capo di Stato Maggiore delle Forze Armate Cecene; Maschadov fu dapprima il suo sostituto ad interim e poi, dal marzo del 1994, divenne il suo successore come Capo di Stato Maggiore.

### Prima guerra cecena
Quando nel dicembre 1994 scoppiò la Prima guerra cecena, Maschadov era la persona più esperta tra i militari della Cecenia, e fu ampiamente riconosciuto il suo contributo decisivo alla vittoria contro le forze russe. In qualità di Vice Presidente del Consiglio di Difesa della Repubblica Cecena (Dudaev ne era il presidente) e Capo di Stato Maggiore, Maschadov organizzò la difesa della capitale cecena durante la Battaglia di Groznyj, coordinando le azioni dei secessionisti dal Palazzo Presidenziale, dove un giorno una bomba antibunker russa cadde a 20 metri da lui senza esplodere. Nel febbraio del 1995, fu promosso da Dudaev a generale di divisione.
Dal giugno del 1995, Maschadov partecipò ai colloqui di pace a Groznyj per risolvere la crisi in Cecenia. Nel giugno del 1996, ai negoziati di Nazran in Inguscezia, Maschadov firmò per conto dell'amministrazione cecena il Protocollo dell'incontro della Commissione per il Cessate il fuoco e per le Misure per Risolvere il Conflitto Armato nella Repubblica Cecena. Nell'agosto del 1996, dopo la presa di Groznyj dalle unità cecene tenne ripetuti colloqui con Aleksandr Lebed' e il 31 agosto 1996 ebbe luogo la firma dell'Accordo di Chasavjurt, il cui risultato fu un cessate il fuoco che pose fine alla Prima Guerra Cecena.

### Presidente della Cecenia
Il 17 ottobre 1996 Maschadov fu nominato Primo Ministro della Repubblica Cecena, e rimase allo stesso tempo Capo di Stato Maggiore e Ministro della Difesa. Maschadov si candidò a presidente il 3 dicembre 1996, nelle libere elezioni presidenziali democratiche e parlamentari tenutesi in Cecenia nel gennaio 1997 sotto l'egida dell'OSCE, sfidato da Šamil' Basaev e Zelimchan Jandarbiev.
Le elezioni si svolsero sulla base della Costituzione cecena entrata in vigore nel marzo del 1992, secondo la quale la Repubblica Cecena era uno Stato indipendente. Gli osservatori delle elezioni provenivano da oltre 20 Stati, dalle Nazioni Unite e dall'OSCE. Candidatosi insieme a Vacha Arsanov, che divenne il suo vicepresidente, Maschadov ottenne una maggioranza del 60% e ricevette le congratulazioni del Presidente russo Boris El'cin, che si impegnò a lavorare alla ricostruzione delle relazioni con la Cecenia.
Maschadov iniziò il proprio mandato il 12 febbraio 1997; allo stesso tempo assunse l'incarico di Primo Ministro e abolì l'incarico di Ministro della Difesa che aveva ricoperto dalla fine del 1996. Maschadov restò comandante supremo delle forze armate repubblicane. Il 12 maggio 1997 Maschadov raggiunse l'apice della propria carriera politica quando firmò il trattato di pace con El'cin al Cremlino.

### Tra le due guerre cecene
Alla fine del 1996, quando Maschadov entrò in carica, quasi mezzo milione di persone (40% della popolazione cecena prima della guerra) era sfollata all'interno del paese e viveva in campi di rifugiati o villaggi sovraffollati. L'economia era distrutta e i signori della guerra non avevano intenzione di disperdere le proprie milizie, rendendo di fatto la Cecenia una sorta di paradiso criminale agli occhi della comunità internazionale.
In queste circostanze, le fortune politiche di Maschadov cominciarono a declinare. La sua posizione politica all'interno della Cecenia divenne sempre meno sicura man mano che perdeva controllo in favore di Basaev e degli altri signori della guerra. Anche il suo vicepresidente Arsanov divenne un suo rivale politico. Come negli anni della presidenza di Dudaev prima della Prima guerra cecena, per contrastare il crimine organizzato, l'amministrazione di Maschadov ricorse a diverse esecuzioni pubbliche di criminali. Fu persino introdotta la Sharia nel febbraio del 1999.
Maschadov tentò anche, con poca fortuna, di limitare la crescita del Wahhabismo e di altri gruppi del fondamentalismo islamico sostenuti da Basaev e Jandarbiev, creando una divisione nel movimento secessionista ceceno tra fondamentalismo islamico e nazionalisti laici. Maschadov sopravvisse a diversi tentativi di omicidio, il 23 luglio 1998, il 21 marzo e il 10 aprile 1999, durante i quali gli assalitori usarono missili anticarro e bombe. È possibile che questi attacchi fossero organizzati da qualche signore della guerra o dall'ala oltranzista dei secessionisti ceceni, sebbene ne fosse ufficialmente incolpato il servizio segreto russo, il FSB.

### Seconda guerra cecena
Nell'estate del 1999 Maschadov condannò il tentativo di Basaev e del suo fratello di sangue saudita Ibn al-Khattab di estendere la guerra alla vicina Repubblica del Daghestan (Invasione del Daghestan). Dei raid in Daghestan e degli attentati dinamitardi in Russia del settembre 1999, venne ritenuta diretta responsabile la Repubblica Cecena. Il 1º ottobre 1999 il Primo Ministro russo Vladimir Putin dichiarò illegittima l'autorità del presidente Maschadov e del Parlamento ceceno. Putin inviò l'esercito russo in Cecenia, e la sua promessa di una vittoria rapida e decisiva lo spinse velocemente verso la presidenza russa.
L'11 ottobre 1999 Maschadov delineò un piano di pace offrendo misure severe contro i signori della guerra ribelli, ma l'offerta fu rifiutata dai russi. In risposta, il presidente Maschadov dichiarò una gazavat (guerra santa) nei confronti dell'esercito russo che si avvicinava. Ben presto entrò in vigore la legge marziale in Cecenia e furono richiamati i riservisti, mentre il Palazzo Presidenziale divenne uno degli obiettivi del tragico attacco missilistico contro Groznyj del 23 ottobre 1999.
Maschadov fu uno dei comandanti nel corso della Battaglia di Groznyj, insieme a Šamil' Basaev, Ruslan Gelaev, Ibn Al-Khattab, Aslambek Ismailov e Chunkarpaša Israpilov. Aslan Maschadov e i suoi soldati lanciarono audaci contrattacchi contro le truppe russe mentre combattevano a Groznyj, usando anche il sistema fognario per attaccare i nemici alla spalle. Dopo un incontro tra i vertici militari ribelli, Maschadov e altri concordarono di ritirarsi dalla Cecenia e continuare ad attaccare le forze russe nella capitale Groznyj e nelle città circostanti. Maschadov fu il primo a ritirarsi per l'importanza che rivestiva per la causa dei ribelli e perché era ufficialmente il Presidente della Cecenia. Mentre Maschadov e le sue truppe indietreggiavano, piazzarono um gran numero di trappole esplosive e mine per ostacolare i soldati e rendere impraticabile la maggior parte di Groznyj.
Dopo il ritiro delle forze cecene dalla capitale devastata a seguito di una nuova battaglia, Maschadov tornò ad essere un capo dei guerriglieri, dandosi alla latitanza. Nel frattempo, era divenuto il secondo uomo più ricercato in Russia dopo Basaev, con il Cremlino che aveva posto una taglia da 10 milioni di dollari per la sua cattura. Fu considerato come il capo politico ufficiale delle forze secessioniste durante la guerra, ma non è chiaro che tipo di ruolo militare abbia avuto. Nel solo anno 2000 Maschadov offrì diverse volte colloqui di pace con Mosca, senza porre condizioni, e continuò a farlo negli anni successivi, ma i suoi appelli per una soluzione politica furono sempre ignorati dalla Russia.
Maschadov propugnò la resistenza armata a quella che considerava l'occupazione russa, ma condannò gli attacchi ai civili. Si ritiene sia stato coinvolto nell'omicidio del presidente filo-russo della Cecenia Achmat Kadyrov, mentre condannò l'omicidio da parte dei russi dell'ex-presidente secessionista Jandarbiev in Qatar nel 2004. Maskhadov negò costantemente la responsabilità per gli atti terroristici sempre più brutali contro i civili russi commessi dai seguaci di Basaev, denunciando continuamente questi fatti attraverso i suoi portavoce all'estero, come Achmed Zakaev a Londra. Descrisse i ribelli della strage di Beslan come "pazzi" usciti di senno a causa degli atti di brutalità commessi dai russi.
Il 15 gennaio 2005, Maschadov emanò un ordine speciale per fermare tutte le operazioni militari al di fuori di quelle per l'autodifesa, dentro e fuori la Cecenia, fino alla fine di febbraio (l'anniversario delle deportazioni dei Vainakh da parte di Stalin del 1944) come gesto di buona volontà, e chiese di nuovo un negoziato per porre fine al conflitto ceceno. Omar Chambiev, incaricato di negoziare per conto di Maschadov, affermò che i secessionisti non cercavano più l'indipendenza, ma solo "garanzie per l'esistenza della nazione cecena". Questo cessate il fuoco unilaterale fu sostenuto da Basaev, ma fermamente respinto dai russi e dai leader filo-russi che respinsero la proposta. L'ordine di Maskhadov di sospendere temporaneamente le azioni offensive fu ampiamente seguito dal movimento ribelle, eccetto che in Daghestan.

### Morte
L'8 marzo 2005, meno di un mese dopo il cessate il fuoco annunciato da Maschadov, il capo del FSB, Nikolaj Patrušev, dichiarò che forze speciali unite all'FSB avevano "portato a termine un'operazione nell'insediamento di Tolstoj-Jurt, durante la quale è stato ucciso il jihadista internazionale e leader di gruppi armati Maschadov e arrestati i suoi più vicini compagni d'armi". Patrušev affermò inoltre che l'unità delle operazioni speciali avrebbe voluto catturare il leader ceceno vivo per interrogarlo, ma che questi era rimasto ucciso accidentalmente con una granata lanciata in un bunker nel quale era nascosto. Sembra inoltre che Maschadov avesse ordinato alle sue guardie del corpo di andarsene, prima di ingaggiare da solo battaglia contro le forze speciali russe.
La televisione russa mostrò un cadavere che assomigliava decisamente a Maschadov, ed anche Achmed Zakaev, uno dei suoi più stretti alleati, che agiva come portavoce e Ministro degli Esteri, dichiarò ad una radio russa che probabilmente Maschadov era stato davvero ucciso, e che comunque un nuovo leader ceceno sarebbe stato scelto in pochi giorni. Non passò infatti molto tempo che il consiglio dei ribelli ceceni rendesse noto che il comando delle operazioni era stato assunto da Abdul-Halim Sadulaev, che fu insignito anche della carica di presidente reggente della repubblica.
A rendere ulteriormente poco chiare le circostanze della morte di Maschadov hanno contribuito alcuni media russi, che hanno sostenuto che le sue stesse guardie del corpo lo avrebbero accidentalmente ucciso nel caos dello scontro a fuoco. Secondo un'altra versione, Maschadov sarebbe stato ucciso dalle forze fedeli al vicepremier della Cecenia Ramzan Kadyrov. Kadyrov aveva giurato di vendicare l'omicidio del padre, Achmad Kadyrov, e sul luogo descrisse l'operazione dell'FSB come una vendetta. Secondo un resoconto non confermato, il presidente ceceno fu deliberatamente ucciso dopo essere stato attirato in un colloquio-esca con la controparte russa, che avrebbe dovuto svolgersi con la mediazione di alcuni negoziatori stranieri.
Quattro ceceni (Vachit Murdašev, Vischan Hadžimuradov, Skanarbek Jusupov e Ilias Irischanov) furono catturati nel corso dell'operazione. Dal 10 ottobre 2005, il loro caso si trova in giudizio presso l'Alta Corte della Repubblica cecena. Secondo le loro prove, Maschadov fu catturato durante i preparativi per un accordo di pace con le autorità della Federazione Russa. Sul fronte russo, viceversa, Putin ricompensò i responsabili dell'uccisione con delle medaglie.

## La sepoltura sconosciuta
Il 24 aprile 2006, l'ufficio del procuratore generale russo rifiutò ufficialmente di riconsegnare le spoglie di Aslan Maschadov ai suoi parenti per la sepoltura. Il rifiuto venne descritto come legale:
Maschadov A.A., congiuntamente con il terrorismo, fu penalmente responsabile per diversi gravi crimini commessi sul territorio della Federazione Russa. Ciò considerato, si decise di sopprimere le attività di Maschadov, e Maschadov stesso fu ricercato per la nostra protezione. La sepoltura di questi individui viene eseguita secondo le regole riguardanti coloro la cui morte è il risultato della soppressione delle loro azioni terroristiche, decise dal governo della Federazione Russa il 20 marzo 2003, nell'Ordinanza 164. In questo caso, il corpo non viene restituito per la sepoltura, e il luogo della sepoltura non viene comunicato.
La famiglia di Maschadov, da quel momento, si è impegnata per ottenere la restituzione delle sue spoglie, o almeno per scoprire dove fossero sepolte.

## Vita familiare
Maschadov si sposò a 17 anni. Sua moglie Kusama ha una laurea in pedagogia. Ebbero due figli: un maschio, Anzor, che prese parte alle azioni militari durante la Prima guerra cecena e una femmina, Fatima. I Maschadov hanno un nipote, nato il 4 maggio 1994 e chiamato Šamil in memoria dell'Imam Shamil, e una nipote.